# Списак округа Хаваја
Пет округа Хаваја на Хавајским острвима уживају нешто већи статус него многи други окрузи континенталног дела Сједињених Држава. Окрузи на Хавајима су законски конституисана владина тела испод нивоа државе. Не постоји ниједан формални вид управе (као што је градска власт) испод нивоа округа на Хавајима. (Чак је и Хонолулу регулисан као Град и Округ Хонолулу, округ који покрива острво Оаху.) За разлику од осталих 49 држава, Хаваји не преносе одговорност за образовни систем локалним школским одборима; јавно образовање изводи Секретаријат за просвету Хонолулуа. Хавајски окрузи сакупљају порез на имовину и накнаде коришћења да подрже одржавање путева, активности заједнице, паркове, спасиоце на плажама, сакупљање ђубрета, полицију (државна полицијска јединица, звана Хавајски секретаријат за јавну безбедност, ограничен је у опсегу делатности), хитну помоћ, као и службе за гашење пожара. Окрузи су створени 1905, из неорганизоване територије, седем година од настанка Територије Хаваја. Округ Калавао коришћен је искључиво као лепрозна колонија, и нема много изабраних званичника као други окрузи.

## Подаци о окрузима
Кôд Савезног стандарда за обраду информација (FIPS кôд), коришћен од Владе Сједињених Држава за јединствену идентификацију држава, обезбеђен је за сваки унос. FIPS кôд за сваку област води ка подацима пописа становништва те области.
| Округ          | ФИПС код &#13; | Седиште округа &#13; | Успостављен &#13; | Формиран из &#13;                                                                   | Добио име по | Становништво | Површина   | Мапа |
| -------------- | -------------- | -------------------- | ----------------- | ----------------------------------------------------------------------------------- | --- | ------------ | ---------- | --- |
| Округ Хаваји   | 001            | Хило                 | 1905              | Острво Хаваји                                                                       | Острво Хаваји, којим је округ ограничен; наводно је био назван по Хавалиоу, легендарном полинежанском навигатору.               | 185.079      | 27.019 km2 | [[Слика:Map of Hawaii highlighting Hawaii County.svg\|100px\|alt={{{Alt\|Мапа државе са истакнутим округом Хаваји.\|Мапа државе са истакнутим округом Хаваји.]]       |
| Округ Хонолулу | 003            | Хонолулу             | 1905              | Оаху                                                                                | „Наткривена лука“ или „место за уточиште“ у хавајском језику, Именована по Хонолулуу, престоница је и највећи град на Хавајима. | 953.207      | 1.546 km2  | [[Слика:Map of Hawaii highlighting Honolulu County.svg\|100px\|alt={{{Alt\|Мапа државе са истакнутим округом Хонолулу.\|Мапа државе са истакнутим округом Хонолулу.]] |
| Округ Калавао  | 005            | Калаупапа            | 1905              | Молокај, и део села Калавао                                                         | Село Калавао на острву Молокај, у оквиру гранциа острва.                                                                        | 185.079      | 27.019 km2 | [[Слика:Map of Hawaii highlighting Kalawao County.svg\|100px\|alt={{{Alt\|Мапа државе са истакнутим округом Калавао.\|Мапа државе са истакнутим округом Калавао.]]    |
| Округ Кауаји   | 007            | Лихуе                | 1905              | Кауаји, Нихају, Лехуа и Каула                                                       | Острво Кауаји, највеће острво ове области; име је вероватно изведено од Кауајиа, настаријег сина Хавајилоа.                     | 90           | 13 km2     | [[Слика:Map of Hawaii highlighting Kauai County.svg\|100px\|alt={{{Alt\|Мапа државе са истакнутим округом Кауаји.\|Мапа државе са истакнутим округом Кауаји.]]        |
| Округ Мауи     | 009            | Вајлуку              | 1905              | Мауи, Калулоу, Ланаи, Молокај (осим за део који обухвата Округ Калавао), и Молокини | Острво Мауи, највеће острво ове области; именовано је по Маију, полубогу из домородачке митологије.                             | 154.834      | 2.901 km2  | [[Слика:Map of Hawaii highlighting Maui County.svg\|100px\|alt={{{Alt\|Мапа државе са истакнутим округом Мауи.\|Мапа државе са истакнутим округом Мауи.]]             |